# São Francisco do Piauí
São Francisco do Piauí is een gemeente in de Braziliaanse deelstaat Piauí. De gemeente telt 6.461 inwoners (schatting 2009).